# Adolf Ryszka

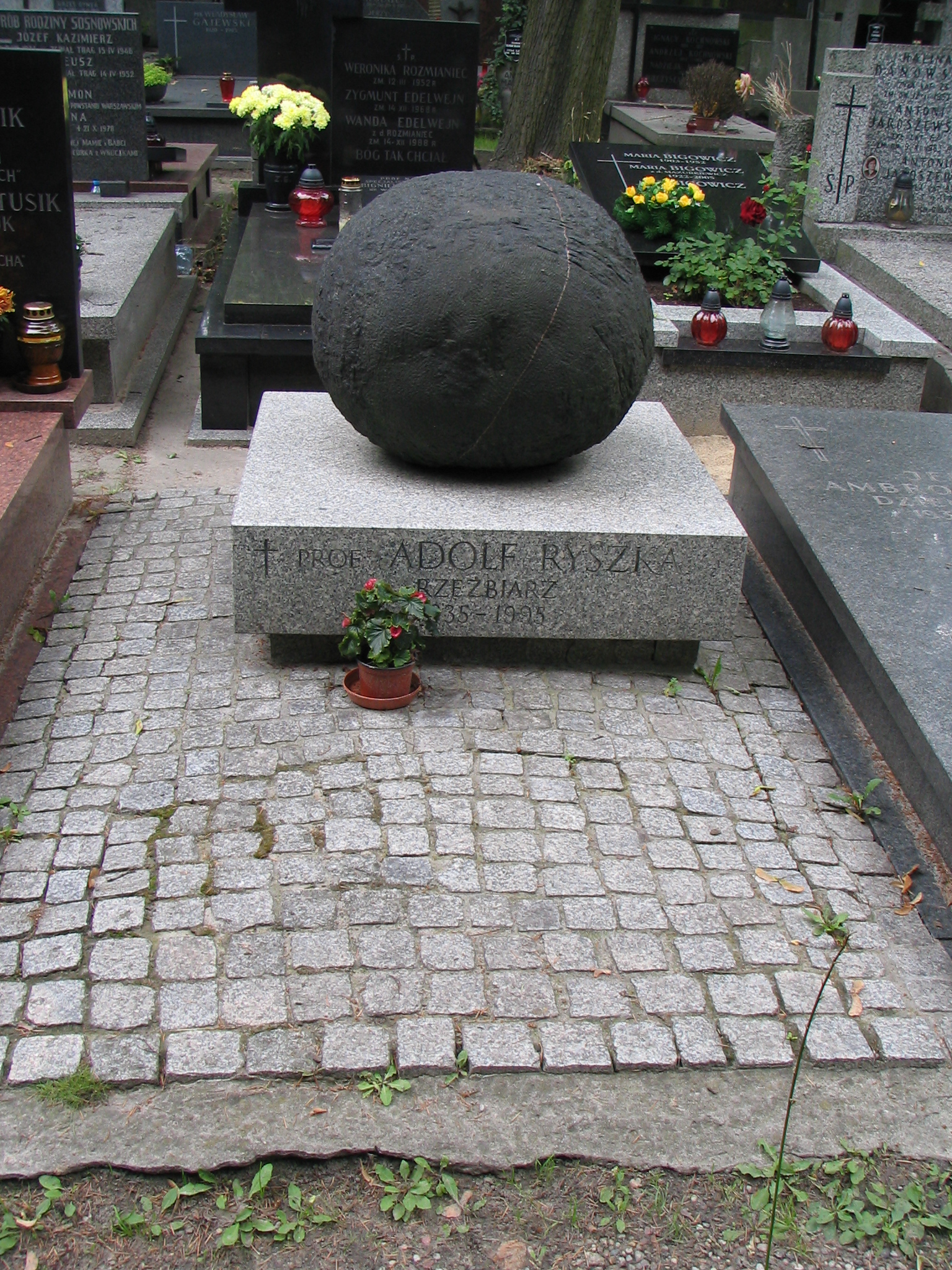
Grób Adolfa Ryszki na Powązkach w Warszawie, 23 lipca 2008

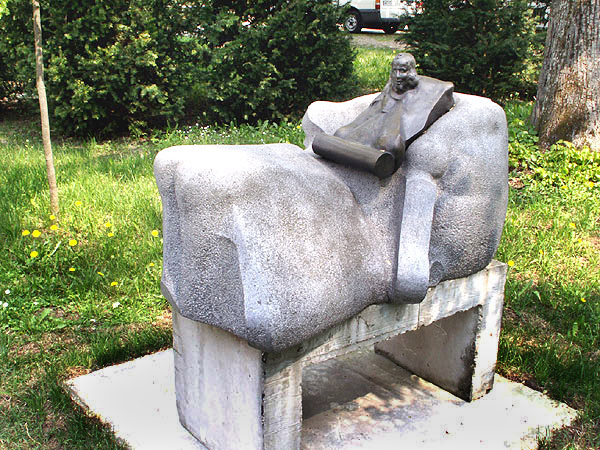
Rzeźba Adolfa Ryszki Sarkofag w Centrum Rzeźby Polskiej w Orońsku

Adolf Ryszka (ur. 5 lutego 1935 w Popielowie – obecna dzielnica Rybnika, zm. 28 kwietnia 1995 w Warszawie) – polski rzeźbiarz.

## Życiorys
W latach 1953–1957 uczył się w Liceum Technik Plastycznych w Zakopanem. Po zdaniu matury rozpoczął studia na Wydziale Rzeźby Akademii Sztuk Pięknych w Warszawie w pracowni Jerzego Jarnuszkiewicza. Studia ukończył w 1962 roku. W 1965 roku został członkiem Związku Polskich Artystów Plastyków (ZPAP).
W roku 1972 ożenił się z Jasną Strzałkowską. W latach 1980–82 był prezesem Rady Artystycznej Sekcji Rzeźby Zarządu Głównego ZPAP. Od roku 1983 kierował Zakładem Rzeźby na Wydziale Sztuk Pięknych Uniwersytetu Mikołaja Kopernika w Toruniu. W marcu 1995 roku uzyskał tytuł profesora zwyczajnego. Pochowany na cmentarzu Powązki Wojskowe w Warszawie (kwatera AII-12-11).

## Etapy twórczości
- 1965-1986 - Cykl „Niewinne”
- 1966-1978 - Cykl portretów Pablo Casalsa
- 1965-1985 - Cykl „Fotele”
- 1970-1977 - Cykl „Kroczący”
- 1980-1995 - Cykl „Sarkofagi”
- 1981-1994 - Cykl „Hełmy”
- 1973-1995 - rzeźby ceramiczne
- 1970-1995 - medale i plakiety

## Medale
- 1970 - Pablowi Casalsowi
- 1970 - Podróż
- 1970 - Los dzieci
- 1971 - Ziarno
- 1971 - Dzieciom
- 1971 - Muzyka
- 1973 - Poeta
- 1973 - Kopernik
- 1973 - Tchnienie
- 1974 - Wychodzi
- 1976 - Ocalcie mój dom
- 1977 - Fuga
- 1978 - Muzeum Azji i Pacyfiku
- 1978 - Portret Zenona Żebrowskiego
- 1984 - Postać tajemnicza
- 1988 - Ikar
- 1989 - Przeciw wojnie
- 1990 - W obronie dzieci

## Ważniejsze wystawy indywidualne
- 1966: Galeria Współczesna, Warszawa
- 1967: Galeria w Teatrze Wielkim, Warszawa
- 1968: Galeria BWA w Zakopanem
- 1969: Salon BWA w Gdyni
- 1970: Galeria Kordegarda w Warszawie
- 1979: Galeria BWA w Zamku Książąt Pomorskich w Szczecinie
- 1981: Galeria BWA w Zamościu
- 1982: Biennale w Wenecji, Pawilon Polski (z Janem Kuczem)
- 1988: Pawilon SARP w Warszawie
- 1994: Galeria Zachęta w Warszawie
- 1994: Centrum Rzeźby Polskiej w Orońsku

## Nagrody
- Festiwal Sztuk Pięknych w Warszawie - brązowy medal i nagroda III stopnia Ministra Kultury i Sztuki (1966)
- III Festiwal Sztuk Pięknych w Zachęcie - złoty medal za prace medalierskie i wyróżnienie za rzeźbę (1970)
- V Festiwal Sztuk Pięknych w Zachęcie - srebrny medal za zestaw prac medalierskich (1974)
- IV Międzynarodowe Biennale Małych Form w Mücsarnok w Budapeszcie - nagroda (1978)
- Nagroda im. Brata Alberta za pomnik ku czci franciszkanina Władysława Żebrowskiego w Japonii (1979)
- Nagroda Ministra Kultury i Sztuki II stopnia za cykl portretów P. Casalsa (1981)
- Asian-European Art Biennale, Ankara - Nagroda Prezydenta Atatürka i złoty medal w dziale rzeźby (1986)
- Nagrody Rektora Uniwersytetu Mikołaja Kopernika za osiągnięcia naukowe i artystyczne (1988-1994)
- Nagroda l stopnia Rektora Uniwersytetu Mikołaja Kopernika za całokształt osiągnięć artystycznych (1995)